# Batman Petrolspor Anonim Şirketi
O Batman Petrolspor Anonim Şirketi (mais conhecido como Batman Petrolspor) é um clube de futebol turco sediado na cidade de Batman, capital da província homônima, fundado em 1960. Disputa atualmente a Terceira Divisão Turca.
Suas cores oficiais são vermelho e branco. Possui este nome em referência à principal atividade econômica de Batman: a extração de petróleo, sendo a região a maior produtora de toda a Turquia.
Mandou até 2017 seus jogos no Batman 16 Mayıs Stadyumu, em Batman, que tinha capacidade máxima para 4 900 espectadores. Atualmente, desde 2018, manda seus jogos no recém-construído Yeni Batman Stadyumu, com capacidade máxima para 15 000 espectadores.

## Títulos
- Terceira Divisão Turca (1): 1996–97
- Quarta Divisão Turca (1): 2021–22